# Flughafen Palembang

i8
i11
i13
Der internationale Flughafen Sultan Mahmud Badaruddin II (indonesisch Bandara Internasional Sultan Mahmud Badaruddin II, IATA-Code: PLM, ICAO-Code: WIPP) ist der internationale Flughafen von Palembang, der Hauptstadt der Provinz Sumatra Selatan. Er liegt ungefähr 15 km nordwestlich des Stadtzentrum von Palembang.
Im Jahr 2006 wurden 1,48 Mio. Passagiere bewegt. 
Angeflogen werden die internationalen Ziele Kuala Lumpur in Malaysia sowie Singapur und die indonesischen Ziele Jakarta (auf Java), Jambi (auf Sumatra), Batam (Riau-Inseln) und Pangkalpinang (auf Bangka).
Der Name des Flughafens bezieht sich auf Sultan Mahmud Badaruddin II (1767–1862), den letzten Sultan von Palembang.

## Zwischenfälle
- Am 6. Oktober 1937 stürzte eine Douglas DC-3-194B der niederländischen KLM Royal Dutch Airlines (Luftfahrzeugkennzeichen PH-ALS) unmittelbar nach dem Start vom Flughafen Palembang ab. Eine Pleuelstange im Triebwerk Nr. 1 (links) war gebrochen und hatte einen Brand ausgelöst. Der Kapitän unterbrach die Treibstoffzufuhr, aber das Flugzeug konnte mit einem Triebwerk nicht mehr an Höhe gewinnen. Es schlug auf dem Boden auf. Von den 12 Insassen kamen 4 ums Leben, drei Besatzungsmitglieder und ein Passagier.[1]

- Am 27. Februar 1962 wurde eine Convair CV-240-23 der indonesischen Garuda (PK-GCB) am Flughafen Palembang irreparabel beschädigt. Nähere Einzelheiten sind derzeit nicht verfügbar. Über Personenschäden ist nichts bekannt.[2]

- Am 1. Januar 1966 kollidierten eine Douglas DC-3/C-47A-80-DL (PK-GDE) und eine Douglas DC-3/C-47A-25-DK (PK-GDU), beide durch Garuda Indonesia betrieben, während des Anflugs auf den Flughafen Palembang in der Luft. Beide Flugzeuge stürzten in einen Sumpf. Alle insgesamt 34 Insassen der beiden Maschinen kamen ums Leben, jeweils vier Besatzungsmitglieder und 13 Passagiere.[3][4]

- Am 24. September 1975 streifte eine aus Jakarta kommende Fokker F28-1000 der Garuda Indonesia (PK-GVC) mit dem Taufnamen Makahem, die gerade eine Platzrunde für den Landeanflug auf den Flughafen Palembang flog, bei Nebel mit Sichtweiten von 50 Metern einen Kokosnussbaum und stürzte vier Kilometer abseits des Flughafens ab. Es befanden sich 61 Personen an Bord. Die vierköpfige Besatzung und 21 der 57 Passagiere kamen ums Leben. Zudem wurde ein Mensch am Boden getötet (siehe auch Garuda-Indonesia-Flug 150).[5]